# Президентские выборы в Аргентине (1874)
Шестые в истории Аргентины президентские выборы состоялись 12 апреля 1874 года. Новым президентом Аргентинской Республики был избран сенатор от Тукумана, бывший министр юстиции Николас Авельянеда, заключивший соглашение с Адольфо Альсиной, в результате которого в марте того же года была основана Национальная автономистская партия (PAN), которая будет управлять страной непрерывно до 1916 года. Президентство Авельянеды привело к возникновению так называемой «консервативной» или «олигархической республики» с фактически однопартийным режимом. Вице-президентом стал губернатор провинции Буэнос-Айрес Мариано Акоста от Национальной партии.

## Выборы
Выборы проводились в рамках режима «открытого голосования» и сопровождались массовыми фальсификациями, насилием, покупкой голосов и крайне низкой явкой, при этом женщинам не разрешалось голосовать или быть избранными. В голосовании приняли участие только 1,2 % населения. Согласно конституции выборы президента и вице-президента должны были осуществляться косвенно и раздельно, делегируя окончательные выборы каждого из них провинциальным коллегиям выборщиков, избранных на первичных выборах, избранным считались получившие наибольшее количество голосов в каждом избирательном округе.
Авельянеда одержал победу в провинциях Катамарка, Кордова, Корриентес, Энтре-Риос, Жужуй, Ла-Риоха, Мендоса, Сальта, Сан-Луис, Санта-Фе и Тукуман. Его главный оппонент, бывший президент Бартоломе Митре, одержал победу в провинциях Буэнос-Айрес, Сан-Хуан и Сантьяго-дель-Эстеро.
Всего было избрано 228 выборщиков, в голосовании приняли участие 224 человека. 12 октября 1874 года Авельянеда вступил в должность президента, став самым молодым избранным президентом в истории Аргентины и первым гражданским президентом, не принадлежавшим к вооружённым силам. Победа Авельянеды спровоцировало восстание сторонников Митре в Буэнос-Айресе, разгромленное властями.

## Итоги голосования
| Кандидат | Кандидат           | Партия      | Выборщики | %     |
| -------- | ------------------ | ----------- | --------- | ----- |
|          | Николас Авельянеда | Автономист  | 145       | 64,73 |
|          | Бартоломе Митре    | Националист | 79        | 35,27 |
| Всего    | Всего              | Всего       | 224       | 100   |